# Тинејџерски филм
Тинејџерски филм је филмски жанр намењен тинејџерима и младима јер је радња усклађена њиховим посебним интересовањима, као што су одрастање, покушај да се уклопе, малтретирање, притисак вршњака, прва љубав, побуна тинејџера, сукоб са родитељима и тинејџерски очај или отуђеност. Често су ове уобичајено озбиљне теме приказане на сјајан, стереотипан или баналан начин. Многе тинејџерске ликове тумаче пунолетни глумци у доби од 20 до 30 година. Неки тинејџерски филмови привлаче младе мушкарце, док други привлаче младе жене.
Филмови у овом жанру често се постављају у средњим школама и на колеџима или садрже ликове који су средњошколског или факултетског узраста.